# Memory Seishun no Hikari
Singles de Morning Musume
Daite Hold On Me!
(1998) Manatsu no Kōsen
(1999)
Memory Seishun no Hikari (Memory 青春の光, "Mémoire, lumière de la jeunesse") est le 4e single du groupe féminin de J-pop Morning Musume, sorti en 1999.

## Présentation
Le single sort d'abord au format mini-CD (8 cm) le 10 février 1999 au Japon sur le label zetima, écrit et produit par Tsunku. Il atteint la 2e place du classement Oricon, et reste classé pendant 12 semaines, pour un total de 410 850 exemplaires vendus. C'est le dernier single du groupe avec Asuka Fukuda, qui a annoncé son départ prochain le mois précédent, et à qui est dédié le titre supplémentaire Never Forget. Le single contient donc exceptionnellement trois chansons, en plus de la version instrumentale.
La chanson-titre et Never Forget figureront sur le deuxième album du groupe, Second Morning, qui sort en juillet suivant. La chanson-titre sera reprise en 2004 par Natsumi Abe sur son premier album en solo, Hitori Bocchi, puis par Tsunku lui-même sur son album solo Type2 de 2005. Never Forget sera repris dans une "version rock" par le groupe sur son single As For One Day de 2003, à l'occasion du départ de Kei Yasuda.
Le single Memory Seishun no Hikari est ré-édité fin 2004 au format maxi-CD (12 cm) avec une version supplémentaire "live" de la chanson-titre, pour faire partie du coffret Early Single Box contenant les ré-éditions des huit premiers singles du groupe. Ces huit singles au format 12 cm sont ensuite re-sortis à l'unité le 2 mars 2005.

## Formation
Membres du groupe créditées sur le single :
1e génération : Yuko Nakazawa, Aya Ishiguro, Kaori Iida, Natsumi Abe, Asuka Fukuda (dernier single)

2e génération : Kei Yasuda, Mari Yaguchi, Sayaka Ichii

## Titres du single
Edition 8 cm de 1999
1. Memory Seishun no Hikari (Memory青春の光?) – 5:05
2. Happy Night – 5:13
3. Never Forget – 4:35
4. Memory Seishun no Hikari (Instrumental) (Memory青春の光...?) – 5:04

Edition 12 cm de 2005
1. Memory Seishun no Hikari (Memory青春の光?) – 5:05
2. Happy Night – 5:13
3. Never Forget – 4:35
4. Memory Seishun no Hikari (Instrumental) (Memory青春の光...?) – 5:04
5. Memory Seishun no Hikari (99.4.18 Live Version) (Memory青春の光...?) - 05:31